# Эбден, Мэттью
Мэттью Эбден (англ. Matthew Ebden; род. 26 ноября 1987, Дурбан, Наталь) — австралийский теннисист. Бывшая первая ракетка мира в парном разряде; победитель двух турниров Большого шлема в парном разряде (Уимблдон-2022, Открытый чемпионат Австралии-2024) и одного турнира Большого шлема в миксте (Открытый чемпионат Австралии-2013); финалист четырёх турниров Большого шлема (два в мужских парах и два в миксте); Олимпийский чемпион 2024 года в парном разряде; дважды финалист Кубка Дэвиса (2022, 2023); победитель 13 турниров ATP в парном разряде.

## Общая информация
Один из трёх детей Чарльза и Энн Эбденов; его сестёр зовут Тэррин и Кэндис. Со временем родители привели всех своих детей в теннис: Мэттью в игре с пяти лет.
Ныне женат: его супругу зовут Ким Доиг (бракосочетание состоялось в ноябре 2012 года).
Наиболее удачно играет на быстрых покрытиях, лучший удар — форхенд.

## Спортивная карьера

### Начало карьеры

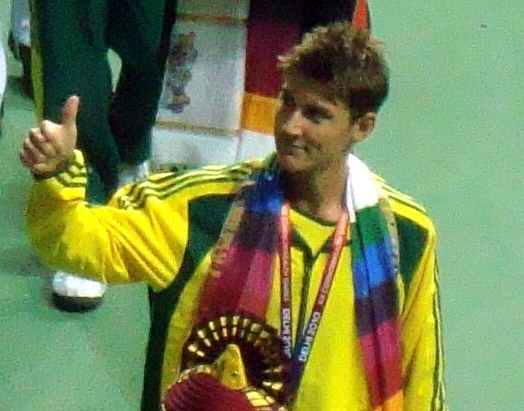
На Играх Содружества 2010 года

Профессиональную карьеру начал в 2005 году. В 2006 году выиграл первый профессиональный титул из серии «фьючерс» в парном разряде, а в 2007 году и первый одиночный. В 2008 он выиграл ещё один «фьючерс» в одиночках. В начале 2009 года Эбден в дуэте с Брайданом Клейном получил уайлд-кард в парную сетку Открытом чемпионате Австралии, дебютировав на взрослом турнире из серии Большого шлема. В конце года он выиграл три одиночных «фьючерса» и поднялся в третью сотню рейтинга. В начале 2010 года на турнире в Брисбене Эбден дебютировал в основной сетке ATP-тура, попав туда через квалификацию. В первом раунде удалось обыграть Юргена Мельцера. Также, пройдя квалификацию на Открытый чемпионат Австралии, он дебютировал на одиночном Большом шлеме. В феврале в парном разряде завоеван первый титул из серии «челленджер» в альянсе с Сэмюэлем Гротом. В марте в Киото он сыграл первый одиночный финал на «челленджерах». До конца года Мэттью выиграл ещё один парный «челленджер» и один одиночный «фьючерс»
В январе 2011 года на турнире в Брисбене, где Эбден год назад дебютировал в Мировом туре, удалось дойти до четвертьфинала. В этом сезоне он всё чаще играет на турнирах основного тура, а в июле на турнире в Ньюпорте вышел в 1/4 финала в одиночках, а в парах выиграл первый титул в Туре совместно с американцем Райаном Харрисоном. Через две недели Эбден выиграл второй парный турнир Мирового тура, взяв титул в альянсе с Александром Богомоловым в Атланте. Эти результаты позволили австралийцу подняться в топ-100 парного рейтинга. В октябре Эбден прошёл через квалификацию на турнир серии Мастерс в Шанхае и выиграл три матча в основной сетке, пройдя в четвертьфинал. Эбден, благодаря этому результату, вошёл в топ-100 одиночного рейтинга, прыгнув со 124-го на 80-е место.
На старте 2012 года Эбден вышел в парный финал турнира в Сиднее в партнёрстве с Яркко Ниеминеном. На Открытом чемпионате Австралии удалось выиграть первый матч на Больших шлемах (в первом раунде был обыгран Жуан Соуза). В феврале он получил первый вызов в сборную Австралии на игры Кубка Дэвиса. В марте на Мастерсе Индиан-Уэлсе австралиец смог, начав с отборочных раундов, доиграть до четвёртого раунда, нанеся поражение в третьем раунде № 8 в мире Марди Фиша (6:3, 6:4). На Открытом чемпионате Франции в парном разряде удалось выйти в четвертьфинал совместно с Райаном Харрисоном. В июле на турнире в Атланте Харрисон и Эбден смогли стать победителями, а в одиночном разряде австралиец вышел в четвертьфинал.

### 2013—2017 (победа в Австралии в миксте, первый одиночный финал ATP и возвращение в топ-100)
Сезон 2013 года Эбден начал за пределами топ-10 и после неудачных игр в основном туре, он стал играть на более младших «челленджерах» и в июне выиграл один из них — в Ноттингеме. Однако в начале сезона он смог добиться крупного успеха в миксте на Открытом чемпионате Австралии, где вместе с Ярмилой Гайдошовой выиграл титул Большого шлема, в финале переиграв чешскую пару Луция Градецкая и Франтишек Чермак.
| Стадия  | Соперники                        | Посев | Счёт            |
| 1 раунд | Сабина Лисицки Фредерик Нильсен  |       | 7-6(6) 6-3      |
| 2 раунд | Елена Веснина Леандер Паес       | 2     | 6-3 6-2         |
| 1/4     | Надежда Петрова Махеш Бхупати    | 5     | 6-3 3-6 [13-11] |
| 1/2     | Ярослава Шведова Денис Истомин   |       | 7-5 7-6(5)      |
| Финал   | Луция Градецкая Франтишек Чермак |       | 6-3 7-5         |

В осенней части сезона 2013 года Эбден выдал хорошую сери выступлений на «челленджерах», пять раз сыграв в финалах и из них трижды взяв титул.
2014 год для Эбдена прошёл неудачно. На всех турнирах сезона в одиночном разряде он не продвигался далее второго раунда и к концу сезона он опустился в третью сотню рейтинга. В парном разряде результаты были чуть лучше. В марте в команде с Кевином Андерсоном был взят титул на турнире в Акапулько.
В 2015 году Эбден из-за низкого рейтинга в основном играл в младшей серии «челленджер» и дважды за сезон ему удалось выиграть турниры данной серии. Эбден получил уайлд-кард в 2016 году на Открытый чемпионат Австралии, где проиграл в первом раунде Марселю Гранольерсу. В феврале Эбден проиграл в первом раунде турнира в Делрей-Бич Жереми Шарди и прервал выступления из-за травм. Эбден вернулся к соревнованиям в сентябре на «челленджере» в Гаосюне (Тайвань), а затем сыграл квалификацию на трёх азиатских соревнованиях основного тура. Из-за пропусков турниров и отсутствия игровой практики Эбден закончил год с рейтингом 698, его худшим рейтингом конца сезона за десять лет.
В 2017 году Эбден смог постепенно вернуть себе место в топ-100. На Открытый чемпионат Австралии он пытался попасть через квалификацию, но проиграл во втором раунде отбора. В феврале он отправился в Северную Америку, где квалифицировался и дошёл до четвертьфинала турнира в Мемфисе. До конца июня Эбден отметился несколькими четвертьфиналами на «челленджерах» и выходами из квалификации на турниры основного тура, где проигрывал в первом раунде. В июле на турнире в Ньюпорте Эбден прервал свою проигрышную серию и сделал неожиданный рывок до своего первого одиночного финала ATP, где он проиграл Джону Изнеру. На Открытом чемпионате США, как и в мае на Ролан Гаррос, Эбден проиграл в первом раунде квалификации. В октябре Эбден квалифицировался на турнире серии ATP 500 в Токио и в основной сетке выиграл свой первый матч против Иво Карловича, а затем проиграл четвёртому сеянному, Давиду Гоффену во втором раунде. Затем Эбден вернулся в серию «челленджер», где он выиграл титулы в Канберре и Тоёте — первые трофеи с 2015 года. С победами рейтинг Эбдена улучшился до 80-го в мире, что стало его самым высоким местом с июля 2014 года.

### 2018—2021 (подъем в топ-40)

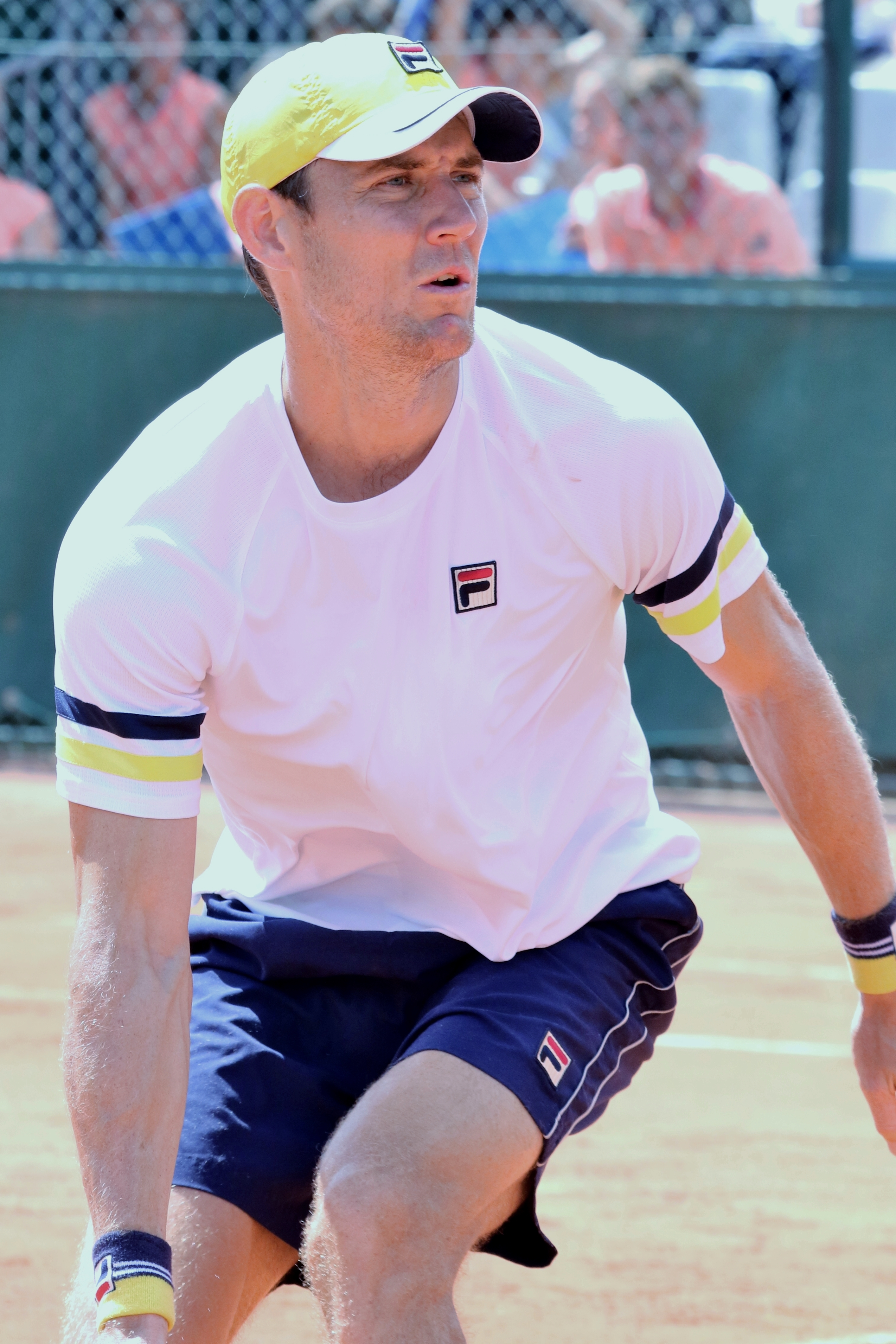
На Ролан Гаррос 2018 года

Эбден начал 2018 год на турнире в Брисбене, проиграв Нику Кирьосу во втором раунде. На Открытом чемпионате Австралии 2018 года Эбден одержал свою первую победу против игроков из топ-20 на Большом шлеме, обыграв 16-го сеянного Джона Изнера в первом раунде. В марте Эбден проиграл Гаэлю Монфису в первом раунде Мастерса в Индиан-Уэлсе и во втором раунде Мастерса в Майами. В апреле Эбден вернулся в серию «челленджеров» в Азии, выиграв в Пусане в мае. На Открытом чемпионате Франции Эбден проиграл в первом раунде Томасу Фаббиано. В июне Эбден дошёл до полуфинала «челленджера» в Сербитоне, а в основном туре вышел в полуфинал турнира в Хертогенбосе и четвертьфинал в Халле. На Уимблдонском турнире Эбден победил десятого сеянного Давида Гоффена, а также Стефана Робера, но проиграл Жилю Симону в третьем раунде. Это было его первое участие в третьем круге одиночного турнира Большого шлема. Благодаря данному успеху, Эбден вошёл в топ-50 рейтинга ATP. В июле он вышел в полуфинал турнира в Атланте. На Открытом чемпионате США Эбден вышел во второй раунд. После этого сыграл в четвертьфинале Чэнду. Рейтинг Мэтью продолжил расти и в октябре 2018 года ворвался в мировой топ-40 после четвертьфинала в Мастерса в Шанхае. Во втором раунде того турнира австралийцу удалось переиграть № 7 в мире Доминика Тима (6:4, 6:7, 7:6).
После успешного прошлогоднего сезона в 2019 году у Эбдена наметился спад. На Открытом чемпионате Австралии он вышел во второй раунд. В мае 2019 года Мэтью вместе с шведом Робертом Линдстедтом участвовал в парном разряде турнира в Женеве, где они дошли до финала, но проиграли паре Оливер Марах (Австрия) и Мате Павич (Хорватия) со счётом 6:4, 6:4. После Уимблдона Эбден потерял место в топ-100, а затем вышел в первый четвертьфинал тура в сезоне на соревновании в Ньюпорте.
В феврале 2021 года на Открытом чемпионате Австралии в миксте Эбден начал сотрудничество с известной соотечественницей Самантой Стосур и они смогли выйти в финал, в котором проиграли Барборе Крейчиковой и Радживу Раму — 1:6, 4:6. В мужском парном разряде он достиг четвертьфинала в дуэте с Джоном-Патриком Смитом, а затем они вышли в парный финал турнира в Сингапуре. Эбден смог вернуться в первую сотню парного рейтинга. В марте через квалификацию пробился на зальный турнир в Марселе, где смог выйти в полуфинал, обыграв в 1/4 финала Карена Хачанова. Дальнейшие успехи австралийца были связаны с выступлениями в парном разряде. В сентябре в альянсе с Максом Парселлом был оформлен выход в четвертьфинал Открытого чемпионата США.

### 2022—2023 (финал в Австралии и титул на Уимблдоне в парах)
Парселл и Эбден продолжили сотрудничество в 2022 году и это принесло успех. На Открытом чемпионате Австралии австралийская пара смогла выиграть пять матчей, в том числе у трёх сеянных пар и пройти в финал. В решающем матче впервые с 1980 года встретились только представители Австралии. Парселл и Эбден проиграли матч за титул Большого шлема соотечественникам Нику Кирьосу и Танаси Коккинакису — 5:7, 4:6. Эбден после выступления на кортах Мельбурна переместился на 24-е место парного рейтинга. В апреле Парселл и Эбден выиграли первый совестный титул в туре — на грунтовом турнире в Хьюстоне и для Мэттью эта первая победа на турнирах в основном туре за восемь лет. В июне Парселл и Эбден сыграли в финале на травяном турнире в Хертогенбосе.
Уимблдонский турнир 2022 года завершился для них триумфом. Австралийская пара, имевшая 14-й номер посева смогла выиграть престижные соревнования. В пяти из шести матчей на турнире они сыграли все пять сетов, а в финале обыграли за 4 часа 16 минут второй сеянный дуэт Никола Мектич и Мате Павич на решающем тай-брейке пятого сета. Таким образом, Парселл и Эбден смогли по ходу турнира переиграть первых, вторых и третьих номеров посева и стали первым с 2000 года чисто австралийским дуэтом, кому покорился титул Уимблдона в мужских парах. Эбден смог также сыграть на Уимблдоне в финале микста вместе с Самантой Стосур, но сделать Мэттью победный дубль не дали Дезире Кравчик и Нил Скупски, обыгравший австралийцев со счётом 6:4, 6:3.
| Стадия  | Соперники (посев)             | Рейтинг | Счёт                            |
| 1 раунд | Андре Йёранссон Бен Маклахлан | 66 / 46 | 6-7(5) 4-6 6-3 6-4 7-6(8)       |
| 2 раунд | Йоран Влиген Джексон Уитроу   | 56 / 79 | 6-4 6-7(2) 4-6 7-6(3) 6-4       |
| 3 раунд | Уэсли Колхоф Нил Скупски (3)  | 7 / 8   | 7-5 6-4 3-6 4-6 7-5             |
| 1/4     | Джон Пирс Филип Полашек (7)   | 16 / 15 | 6-4 6-4 6-2                     |
| 1/2     | Раджив Рам Джо Солсбери (1)   | 2 / 1   | 3-6 6-7(1) 7-6(9) 6-4 6-2       |
| Финал   | Никола Мектич Мате Павич (2)  | 6 / 3   | 7-6(5) 6-7(3) 4-6 6-4 7-6(10-2) |

В августе 2022 года на турнире в Уинстон-Сейлеме Эбден сыграл в паре с Джейми Марреем и они смогли добиться победы. Осенью Эбден достиг одного финала — совместно с Джоном Пирсом на турнире в Неаполе. В конце сезона он сыграл в финальном турнире Кубка Дэвиса за сборную Австралию. Эбден в дуэте с Парселлом провёл три игры на групповой стадии, в которых они одержали две победы. После этого Эбден не играл матчи, однако Австралия смогла доиграть до финального матча, в котором уступила сборной Канады. В 2022 году за победу на Уимблдоне рейтинговые очки не начислялись и Эбден, хоть и мог оказаться выше, завершил сезон на 26-м месте парного рейтинга.
В 2023 году Эбден стал сотрудничать с опытным парником из Индии Роханом Бопанной. В феврале они смогли выйти в финал на турнире в Роттердаме.

## Рейтинг на конец года
| Год  | Одиночный рейтинг | Парный рейтинг |
| 2024 | —                 | 13             |
| 2023 | —                 | 4              |
| 2022 | 740               | 26             |
| 2021 | 237               | 57             |
| 2020 | 317               | 117            |
| 2019 | 244               | 121            |
| 2018 | 46                | 106            |
| 2017 | 76                | 233            |
| 2016 | 698               | 592            |
| 2015 | 105               | 186            |
| 2014 | 231               | 89             |
| 2013 | 68                | 221            |
| 2012 | 105               | 70             |
| 2011 | 86                | 92             |
| 2010 | 196               | 207            |
| 2009 | 285               | 420            |
| 2008 | 332               | 294            |
| 2007 | 542               | 582            |
| 2006 | 896               | 705            |
| 2005 | 1401              | 1349           |

## Выступления на турнирах

### Финалы турнировATPв одиночном разряде (1)

#### Поражение (1)
| Легенда                         |
| ------------------------------- |
| Турниры Большого шлема (0+2+1)* |
| Итоговый турнир ATP (0)         |
| Олимпиада (0+1)                 |
| Мастерс (0+2+1)                 |
| АТР 500 (0+1)                   |
| АТР 250 (0+7)                   |

| Титулы по покрытиям | Титулы по месту проведения матчей турнира |
| ------------------- | ----------------------------------------- |
| Хард (0+8+2)*       | Зал (0)                                   |
| Грунт (0+2)         | Зал (0)                                   |
| Трава (0+3)         | Открытый воздух (0+13+2)                  |
| Ковёр (0)           | Открытый воздух (0+13+2)                  |

* количество побед в одиночном разряде + количество побед в парном разряде + количество побед в миксте.
| №  | Дата         | Турнир       | Покрытие | Соперник в финале | Счёт       |
| 1. | 23 июля 2017 | Ньюпорт, США | Трава    | Джон Изнер        | 3-6 6-7(4) |

### Финалы челленджеров и фьючерсов в одиночном разряде (21)

#### Победы (15)
| Титулы             |
| Челленджеры (9+6)* |
| Фьючерсы (6+11)    |

| Титулы по покрытиям | Титулы по месту проведения матчей турнира |
| ------------------- | ----------------------------------------- |
| Хард (11+10)*       | Зал (3+2)                                 |
| Грунт (0+1)         | Зал (3+2)                                 |
| Трава (2+4)         | Открытый воздух (12+15)                   |
| Ковёр (2+2)         | Открытый воздух (12+15)                   |

* количество побед в одиночном разряде + количество побед в парном разряде.
| №   | Дата            | Турнир                    | Покрытие    | Соперник в финале | Счёт              |
| 1.  | 12 августа 2007 | Милуоки, США              | Хард        | Майкл Яни         | 3-6 6-1 7-5       |
| 2.  | 11 мая 2008     | Чханвон, Южная Корея      | Хард        | Тосихидэ Мацуи    | 6-4 7-5           |
| 3.  | 18 октября 2009 | Порт-Пири, Австралия      | Хард        | Джейми Бейкер     | 6-2 6-4           |
| 4.  | 22 ноября 2009  | Эсперанс, Австралия       | Хард        | Джон Миллман      | 6-3 6-4           |
| 5.  | 6 декабря 2009  | Бендиго, Австралия        | Хард        | Джеймс Лемке      | 6-1 6-1           |
| 6.  | 23 октября 2010 | Глазго, Великобритания    | Хард (зал)  | Даниэль Эванс     | 6-2 3-6 6-3       |
| 7.  | 9 июня 2013     | Ноттингем, Великобритания | Трава       | Беньямин Беккер   | 7-5 4-6 7-5       |
| 8.  | 27 октября 2013 | Мельбурн, Австралия       | Хард        | Тацума Ито        | 6-3 5-7 6-3       |
| 9.  | 17 ноября 2013  | Иокогама, Япония          | Хард        | Го Соэда          | 2-6 7-6(3) 6-3    |
| 10. | 24 ноября 2013  | Тоёта, Япония             | Ковёр (зал) | Юити Сугита       | 6-3 6-2           |
| 11. | 14 июня 2015    | Сербитон, Великобритания  | Трава       | Денис Кудла       | 6-7(4) 6-4 7-6(5) |
| 12. | 1 ноября 2015   | Траралгон, Австралия      | Хард        | Джордан Томпсон   | 7-5 6-3           |
| 13. | 5 ноября 2017   | Канберра, Австралия       | Хард        | Таро Даниэль      | 7-6(4) 6-4        |
| 14. | 19 ноября 2017  | Тоёта, Япония             | Ковёр (зал) | Кальвин Эмери     | 7-6(3) 6-3        |
| 15. | 20 мая 2018     | Пусан, Южная Корея        | Хард        | Вашек Поспишил    | 6-7(4) 1-6        |

#### Поражения (6)
| №  | Дата             | Турнир                | Покрытие    | Соперник в финале | Счёт        |
| 1. | 15 февраля 2009  | Милдьюра, Австралия   | Трава       | Брайдан Клейн     | 0-6 4-6     |
| 2. | 29 ноября 2009   | Калгурли, Австралия   | Хард        | Джон Миллман      | 2-6 6-7(1)  |
| 3. | 14 марта 2010    | Киото, Япония         | Ковёр (зал) | Юити Сугита       | 6-4 4-6 1-6 |
| 4. | 29 сентября 2013 | Напа, США             | Хард        | Дональд Янг       | 6-4 4-6 2-6 |
| 5. | 13 октября 2013  | Тибурон, США          | Хард        | Питер Полански    | 5-7 3-6     |
| 6. | 21 июня 2015     | Илкли, Великобритания | Трава       | Денис Кудла       | 3-6 4-6     |

### Финалы турниров Большого шлема в парном разряде (4)

#### Победы (2)
| №  | Год  | Турнир                       | Покрытие | Партнёр       | Соперники в финале              | Счёт                            |
| 1. | 2022 | Уимблдонский турнир          | Трава    | Макс Пёрселл  | Никола Мектич Мате Павич        | 7-6(5) 6-7(3) 4-6 6-4 7-6(10-2) |
| 2. | 2024 | Открытый чемпионат Австралии | Хард     | Рохан Бопанна | Симоне Болелли Андреа Вавассори | 7-6(0) 7-5                      |

#### Поражения (2)
| №  | Год  | Турнир                       | Покрытие | Партнёр       | Соперники в финале           | Счёт        |
| 1. | 2022 | Открытый чемпионат Австралии | Хард     | Макс Пёрселл  | Танаси Коккинакис Ник Кирьос | 5-7 4-6     |
| 2. | 2023 | Открытый чемпионат США       | Хард     | Рохан Бопанна | Раджив Рам Джо Солсбери      | 6-2 3-6 4-6 |

### Финалы Олимпийских турниров в парном разряде (1)

#### Победа (1)
| №  | Дата | Турнир         | Покрытие | Партнёр   | Соперницы в финале       | Счёт                 |
| 1. | 2024 | Париж, Франция | Грунт    | Джон Пирс | Остин Крайчек Раджив Рам | 6-7(6) 7-6(1) [10-8] |

### Финалы турнировATPв парном разряде (26)

#### Победы (13)
| №   | Дата            | Турнир                       | Покрытие | Партнёр             | Соперники в финале                      | Счёт                            |
| 1.  | 10 июля 2011    | Ньюпорт, США                 | Трава    | Райан Харрисон      | Юхан Брунстрём Адиль Шамасдин           | 4-6 6-3 [10-5]                  |
| 2.  | 24 июля 2011    | Атланта, США                 | Хард     | Александр Богомолов | Маттиас Бахингер Франк Мозер            | 3-6 7-5 [10-8]                  |
| 3.  | 22 июля 2012    | Атланта, США (2)             | Хард     | Райан Харрисон      | Ксавье Малисс Майкл Расселл             | 6-3 3-6 [10-6]                  |
| 4.  | 1 марта 2014    | Акапулько, Мексика           | Хард     | Кевин Андерсон      | Фелисиано Лопес Максим Мирный           | 6-3 6-3                         |
| 5.  | 9 апреля 2022   | Хьюстон, США                 | Грунт    | Макс Пёрселл        | Иван Сабанов Матей Сабанов              | 6-3 6-3                         |
| 6.  | 9 июля 2022     | Уимблдон                     | Трава    | Макс Пёрселл        | Никола Мектич Мате Павич                | 7-6(5) 6-7(3) 4-6 6-4 7-6(10-2) |
| 7.  | 27 августа 2022 | Уинстон-Сейлем, США          | Хард     | Джейми Маррей       | Ян Зелиньский Юго Нис                   | 6-4 6-2                         |
| 8.  | 24 февраля 2023 | Доха, Катар                  | Хард     | Рохан Бопанна       | Ботик ван де Зандсхюлп Констан Лестьенн | 6-7(5) 6-4 [10-6]               |
| 9.  | 18 марта 2023   | Индиан-Уэлс, США             | Хард     | Рохан Бопанна       | Уэсли Колхоф Нил Скупски                | 6-3 2-6 [10-8]                  |
| 10. | 27 января 2024  | Открытый чемпионат Австралии | Хард     | Рохан Бопанна       | Симоне Болелли Андреа Вавассори         | 7-6(0) 7-5                      |
| 11. | 30 марта 2024   | Майами, США                  | Хард     | Рохан Бопанна       | Иван Додиг Остин Крайчек                | 6-7(3) 6-3 [10-6]               |
| 12. | 3 августа 2024  | Олимпиада                    | Грунт    | Джон Пирс           | Остин Крайчек Раджив Рам                | 6-7(6) 7-6(1) [10-8]            |
| 13. | 14 июня 2025    | Хертогенбос, Нидерланды      | Трава    | Джордан Томпсон     | Ллойд Гласспул Джулиан Кэш              | 6-4 3-6 [10-7]                  |

#### Поражения (13)
| №   | Дата            | Турнир                       | Покрытие   | Партнёр          | Соперники в финале                   | Счёт               |
| 1.  | 14 января 2012  | Сидней, Австралия            | Хард       | Яркко Ниеминен   | Боб Брайан Майк Брайан               | 1-6 4-6            |
| 2.  | 25 мая 2019     | Женева, Швейцария            | Грунт      | Роберт Линдстедт | Оливер Марах Мате Павич              | 4-6 4-6            |
| 3.  | 28 февраля 2021 | Сингапур                     | Хард (зал) | Джон-Патрик Смит | Йоран Влиген Сандер Жийе             | 2-6 3-6            |
| 4.  | 29 января 2022  | Открытый чемпионат Австралии | Хард       | Макс Пёрселл     | Танаси Коккинакис Ник Кирьос         | 5-7 4-6            |
| 5.  | 12 июня 2022    | Хертогенбос, Нидерланды      | Трава      | Макс Пёрселл     | Уэсли Колхоф Нил Скупски             | 6-4 5-7 [6-10]     |
| 6.  | 23 октября 2022 | Неаполь, Италия              | Хард       | Джон Пирс        | Иван Додиг Остин Крайчек             | 3-6 6-1 [8-10]     |
| 7.  | 19 февраля 2023 | Роттердам, Нидерланды        | Хард (зал) | Рохан Бопанна    | Иван Додиг Остин Крайчек             | 6-7(5) 6-2 [10-12] |
| 8.  | 6 мая 2023      | Мадрид, Испания              | Грунт      | Рохан Бопанна    | Андрей Рублёв Карен Хачанов          | 3-6 6-3 [3-10]     |
| 9.  | 8 сентября 2023 | Открытый чемпионат США       | Хард       | Рохан Бопанна    | Раджив Рам Джо Солсбери              | 6-2 3-6 4-6        |
| 10. | 15 октября 2023 | Шанхай, Китай                | Хард       | Рохан Бопанна    | Марсель Гранольерс Орасио Себальос   | 7-5 2-6 [7-10]     |
| 11. | 5 ноября 2023   | Париж, Франция               | Хард (зал) | Рохан Бопанна    | Сантьяго Гонсалес Эдуар Роже-Васслен | 2-6 7-5 [7-10]     |
| 12. | 13 января 2024  | Аделаида, Австралия          | Хард       | Рохан Бопанна    | Раджив Рам Джо Солсбери              | 5-7 7-5 [9-11]     |
| 13. | 28 июня 2024    | Истборн, Великобритания      | Трава      | Джон Пирс        | Майкл Винус Нил Скупски              | 6-4 6-7(2) [9-11]  |

### Финалы челленджеров и фьючерсов в парном разряде (35)

#### Победы (17)
| №   | Дата             | Турнир                    | Покрытие    | Партнёр          | Соперники в финале                     | Счёт                 |
| 1.  | 8 октября 2006   | Траралгон, Австралия      | Хард        | Брайдан Клейн    | Джеймс Серретани Фил Столт             | 6-3 6-3              |
| 2.  | 28 октября 2007  | Траралгон, Австралия      | Хард        | Брайдан Клейн    | Грег Джонс Эндрю Коэльо                | 7-6(6) 6-1           |
| 3.  | 23 марта 2008    | Сорренто, Австралия       | Хард        | Майлз Армстронг  | Рафаэль Дурек Том Рашби                | 6-2 6-1              |
| 4.  | 14 июня 2008     | Минск, Беларусь           | Хард        | Брайдан Клейн    | Декель Вальтцер Денис Павлов           | 6-3 6-2              |
| 5.  | 13 июля 2008     | Филикстоу, Великобритания | Трава       | Брайдан Клейн    | Садик Кадир Шейн Ла Порте              | 6-4 7-6(5)           |
| 6.  | 15 февраля 2009  | Милдьюра, Австралия       | Трава       | Брайдан Клейн    | Адам Хаббл Кейден Хенсел               | 7-5 7-6(7)           |
| 7.  | 20 сентября 2009 | Дарвин, Австралия         | Хард        | Садик Кадир      | Джейми Бейкер Дэн Проподжа             | 6-4 7-5              |
| 8.  | 18 октября 2009  | Порт-Пири, Австралия      | Хард        | Садик Кадир      | Джошуа Кроу Джаррид Махер              | 6-1 6-3              |
| 9.  | 22 ноября 2009   | Эсперанс, Австралия       | Хард        | Колин Эбелтайт   | Дейни Келли Джаррид Махер              | 6-1 6-2              |
| 10. | 7 февраля 2010   | Берни, Австралия          | Хард        | Сэмюэль Грот     | Джеймс Лемке Дэн Проподжа              | 6-7(8) 7-6(4) [10-8] |
| 11. | 21 февраля 2010  | Милдьюра, Австралия       | Трава       | Сэмюэль Грот     | Садик Кадир Адам Хаббл                 | 6-3 4-6 [10-4]       |
| 12. | 28 февраля 2010  | Берри, Австралия          | Трава       | Сэмюэль Грот     | Ли Синьхань Хуан Лянцзи                | 6-3 7-6(7)           |
| 13. | 16 мая 2010      | Загреб, Хорватия          | Грунт       | Андре Бегеман    | Сантьяго Вентура Рубен Рамирес Идальго | 7-6(5) 5-7 [10-3]    |
| 14. | 13 февраля 2011  | Калаундра, Австралия      | Хард        | Сэмюэль Грот     | Иво Клец Павол Червенак                | 6-3 3-6 [10-1]       |
| 15. | 3 мая 2015       | Тайбэй, Тайвань           | Ковёр (зал) | Ван Цзефу        | Санчай Ративатана Сончат Ративатана    | 6-1 6-4              |
| 16. | 15 апреля 2018   | Тайбэй, Тайвань           | Ковёр (зал) | Эндрю Уиттингтон | Пражднеж Гуннерсваран Сакет Минени     | 6-4 5-7 [10-6]       |
| 17. | 8 сентября 2019  | Цзинань, Китай            | Хард        | Дивидж Шаран     | Нам Чи Сон Сон Мин Гю                  | 7-6(4) 5-7 [10-3]    |

#### Поражения (18)
| №   | Дата            | Турнир                        | Покрытие   | Партнёр           | Соперники в финале                       | Счёт              |
| 1.  | 9 июля 2006     | Стамбул, Турция               | Хард       | Айдан Фицджеральд | Амир Вайнтрауб Декель Вальтцер           | 2-6 5-7           |
| 2.  | 13 мая 2007     | Тяньцзинь, Китай              | Хард       | Жозе Стейтем      | Яоки Иси Хироки Кондо                    | 4-6 4-6           |
| 3.  | 27 мая 2007     | Пекин, Китай                  | Хард       | Жозе Стейтем      | Гун Маосинь Ли Чжэ                       | 6-0 3-6 5-7       |
| 4.  | 17 февраля 2008 | Берри, Австралия              | Трава      | Дэйн Фернандес    | Рамиз Джунейд Рафаэль Дурек              | Без игры          |
| 5.  | 16 марта 2008   | Перт, Австралия               | Хард       | Майлз Армстронг   | Сэмюэль Грот Адам Фини                   | 7-5 4-6 [7-10]    |
| 6.  | 20 апреля 2008  | Тайчжоу, Китай                | Хард       | Брайдан Клейн     | Каран Растоги Ашутош Сингх               | 2-6 3-6           |
| 7.  | 4 мая 2008      | Кимчхон, Южная Корея          | Хард       | Майлз Армстронг   | Каран Растоги Алексей Кедрюк             | 4-6 6-3 [7-10]    |
| 8.  | 16 ноября 2008  | Сантьяго-де-Керетаро, Мексика | Хард       | Нима Рошан        | Райлан Рицца Каес Ван′т Хоф              | 1-6 3-6           |
| 9.  | 11 октября 2009 | Хаппи-Вэлли, Австралия        | Хард       | Садик Кадир       | Адам Хаббл Кейден Хенсел                 | 3-6 3-6           |
| 10. | 23 октября 2010 | Глазго, Великобритания        | Хард (зал) | Джошуа Милтон     | Льюис Бартон Даниэль Эванс               | 6-7(1) 6-3 [6-10] |
| 11. | 16 апреля 2011  | Йоханнесбург, ЮАР             | Хард       | Андре Бегеман     | Михаэль Кольманн Александр Пейя          | 2-6 2-6           |
| 12. | 30 марта 2014   | Гвадалахара, Мексика          | Хард       | Андре Бегеман     | Сесар Рамирес Мигель Анхель Рейес Варела | 4-6 2-6           |
| 13. | 7 февраля 2015  | Берни, Австралия              | Хард       | Раду Албот        | Карстен Болл Мэтт Рид                    | 5-7 4-6           |
| 14. | 16 августа 2015 | Аптос, США                    | Хард       | Юки Бхамбри       | Крис Гуччоне Артём Ситак                 | 4-6 6-7(2)        |
| 15. | 30 октября 2016 | Траралгон, Австралия          | Хард       | Мэттью Бартон     | Мэтт Рид Джон-Патрик Смит                | 4-6 4-6           |
| 16. | 18 марта 2018   | Ирвинг, США                   | Хард       | Раду Албот        | Александр Пейя Филипп Пецшнер            | 2-6 4-6           |
| 17. | 16 февраля 2020 | Бангалор, Индия               | Хард       | Леандер Паес      | Пурав Раджа Рамкумар Раманатхан          | 0-6 3-6           |
| 18. | 13 июня 2021    | Ноттингем, Великобритания     | Трава      | Джон-Патрик Смит  | Мэтт Рид Кен Скупски                     | 6-4 5-7 [6-10]    |

### Финалы турниров Большого шлема в смешанном парном разряде (3)

#### Победы (1)
| №  | Год  | Турнир                       | Покрытие | Партнёр          | Соперники в финале               | Счёт    |
| 1. | 2013 | Открытый чемпионат Австралии | Хард     | Ярмила Гайдошова | Луция Градецкая Франтишек Чермак | 6-3 7-5 |

#### Поражения (2)
| №  | Год  | Турнир                       | Покрытие | Партнёр        | Соперники в финале            | Счёт    |
| 1. | 2021 | Открытый чемпионат Австралии | Хард     | Саманта Стосур | Барбора Крейчикова Раджив Рам | 1-6 4-6 |
| 2. | 2022 | Уимблдонский турнир          | Трава    | Саманта Стосур | Дезире Кравчик Нил Скупски    | 4-6 3-6 |

### Финалы показательных турниров в смешанном парном разряде (1)

#### Победы (1)
| №  | Год  | Турнир           | Покрытие | Партнёр      | Соперники в финале                | Счёт    |
| 1. | 2024 | Индиан-Уэлс, США | Хард     | Сторм Хантер | Каролин Гарсия Эдуар Роже-Васслен | 6-3 6-3 |

### Финалы командных турниров (2)

#### Поражения (2)
| №  | Год  | Турнир       | Команда                                                                 | Соперник в финале                                                | Счёт |
| 1. | 2022 | Кубок Дэвиса | Австралия А. де Минор, Т. Коккинакис, М. Пёрселл, Дж. Томпсон, М. Эбден | Канада Ф. Оже-Альяссим, В. Поспишил, Д. Шаповалов                | 0-2  |
| 2. | 2023 | Кубок Дэвиса | Австралия А. де Минор, М. Пёрселл, А. Попырин, Дж. Томпсон, М. Эбден    | Италия М. Арнальди, С. Болелли, Л. Музетти, Я. Синнер, Л. Сонего | 0-2  |

## История выступлений на турнирах
По состоянию на 30 сентября 2024 года
Для того, чтобы предотвратить неразбериху и удваивание счета, информация в этой таблице корректируется только по окончании турнира или по окончании участия там данного игрока.
| Турнир                       | 2009          | 2010          | 2011          | 2012  | 2013          | 2014          | 2015  | 2017          | 2018          | 2019          | 2020          | 2021  | 2022          | 2023          | 2024  | Итог   | В/П за карьеру |
| ---------------------------- | ------------- | ------------- | ------------- | ----- | ------------- | ------------- | ----- | ------------- | ------------- | ------------- | ------------- | ----- | ------------- | ------------- | ----- | ------ | -------------- |
| Турниры Большого шлема       |               |               |               |       |               |               |       |               |               |               |               |       |               |               |       |        |                |
| Открытый чемпионат Австралии | 1Р            | 1Р            | 1Р            | 1Р    | 1Р            | 1Р            | 1Р    | 2Р            | 1Р            | 1Р            | 1Р            | 1/4   | Ф             | 1Р            | П     | 1 / 15 | 15-14          |
| Открытый чемпионат Франции   | -             | -             | -             | 1/4   | -             | 1Р            | -     | -             | 1Р            | 1Р            | -             | 1Р    | 1Р            | 1Р            | 1/2   | 0 / 8  | 6-8            |
| Уимблдонский турнир          | -             | -             | -             | 1Р    | 2Р            | 1Р            | 1Р    | -             | 2Р            | 2Р            | НП            | 2Р    | П             | 1/2           | 2Р    | 1 / 10 | 15-9           |
| Открытый чемпионат США       | -             | -             | 1Р            | 2Р    | -             | 1Р            | -     | -             | 2Р            | -             | -             | 1/4   | 3Р            | Ф             | 3Р    | 0 / 8  | 14-8           |
| Итог                         | 0 / 1         | 0 / 1         | 0 / 2         | 0 / 4 | 0 / 2         | 0 / 4         | 0 / 2 | 0 / 1         | 0 / 4         | 0 / 3         | 0 / 1         | 0 / 4 | 1 / 4         | 0 / 4         | 1 / 4 | 2 / 41 |                |
| В/П в сезоне                 | 0-1           | 0-1           | 0-2           | 4-4   | 1-2           | 0-4           | 0-2   | 1-1           | 2-4           | 1-3           | 0-1           | 7-4   | 13-3          | 9-4           | 12-3  |        | 50-39          |
| Итоговые турниры             |               |               |               |       |               |               |       |               |               |               |               |       |               |               |       |        |                |
| Итоговый турнир ATP          | -             | -             | -             | -     | -             | -             | -     | -             | -             | -             | -             | -     | -             | 1/2           |       | 0 / 1  | 2-2            |
| Олимпийские игры             |               |               |               |       |               |               |       |               |               |               |               |       |               |               |       |        |                |
| Летняя олимпиада             | Не проводился | Не проводился | Не проводился | -     | Не проводился | Не проводился | -     | Не проводился | Не проводился | Не проводился | Не проводился | -     | Не проводился | Не проводился | П     | 1 / 1  | 5-0            |

К — проиграл в квалификационном турнире.
| Турнир                       | 2010          | 2011          | 2012  | 2013          | 2014          | 2018          | 2020          | 2021  | 2022          | 2023          | 2024  | Итог   | В/П за карьеру |
| ---------------------------- | ------------- | ------------- | ----- | ------------- | ------------- | ------------- | ------------- | ----- | ------------- | ------------- | ----- | ------ | -------------- |
| Турниры Большого шлема       |               |               |       |               |               |               |               |       |               |               |       |        |                |
| Открытый чемпионат Австралии | 1Р            | 1Р            | 2Р    | П             | 1/2           | 1Р            | 2Р            | Ф     | 2Р            | 1Р            | 2Р    | 1 / 11 | 16-10          |
| Открытый чемпионат Франции   | -             | -             | -     | -             | -             | -             | НП            | -     | 1/4           | 2Р            | 1/4   | 0 / 3  | 4-3            |
| Уимблдонский турнир          | -             | -             | -     | -             | -             | -             | НП            | 2Р    | Ф             | 1/4           | 1Р    | 0 / 4  | 7-4            |
| Открытый чемпионат США       | -             | -             | -     | -             | -             | -             | НП            | -     | 1/4           | 1Р            | 1/4   | 0 / 3  | 4-3            |
| Итог                         | 0 / 1         | 0 / 1         | 0 / 1 | 1 / 1         | 0 / 1         | 0 / 1         | 0 / 1         | 0 / 2 | 0 / 4         | 0 / 4         | 0 / 4 | 1 / 21 |                |
| В/П в сезоне                 | 0-1           | 0-1           | 1-1   | 5-0           | 3-1           | 0-1           | 1-1           | 5-2   | 9-4           | 3-4           | 4-4   |        | 31-20          |
| Олимпийские игры             |               |               |       |               |               |               |               |       |               |               |       |        |                |
| Летняя олимпиада             | Не проводился | Не проводился | -     | Не проводился | Не проводился | Не проводился | Не проводился | -     | Не проводился | Не проводился | 1/4   | 0 / 1  | 1-1            |